# Petavia petavius
Petavia petavius is een vlinder uit de familie van de Callidulidae. De wetenschappelijke naam van de soort is voor het eerst geldig gepubliceerd in 1782 door Cramer.